# Thiagus dos Santos
Thiagus Petrus Gonçalves dos Santos (Juiz de Fora, 25 de janeiro de 1989) é um jogador brasileiro de handebol.
Seu nome foi escolhido pelo seu pai (em latim Thiagus Petrus, em português Thiago Pedro).

## Trajetória desportiva
Em 2002, aos 13 anos, Thiagus foi apresentado ao handebol por um grupo de amigos da E.E. Sebastião Patrus de Sousa. Seu interesse pelo esporte foi crescendo e, em 2004, Thiagus entrou para o OAC Handebol de Juiz de Fora, onde começou a ganhar destaque nas competições e aperfeiçoou suas habilidades.
Thiagus concluiu o ensino médio no Colégio Técnico Universitário de Juiz de Fora aos 17 anos, e passou no vestibular de economia na Universidade Federal de Juiz de Fora (UFJF).
Em 2006, incentivado pelo seu treinador, fez um teste no Esporte Clube Pinheiros, em São Paulo, sendo selecionado. No ano seguinte Thiagus entrou para o time de base do clube, ficando lá de 2007 a 2011, onde obteve vários títulos importantes de sua carreira.
No ano de 2007, Thiagus foi convocado para a Seleção Brasileira Juvenil de Handebol, tendo participado de competições importantes e disputado nas categorias júnior e adulto, também pela seleção, até o ano de 2013.
Integrou a seleção nacional que ganhou medalha de prata nos Jogos Pan-Americanos de 2011 em Guadalajara, no México.
Em 2012, Thiagus foi contratado pelo clube espanhol Naturhouse La Rioja, que disputou em 2013 e 2014 a Liga dos Campeões da Europa de Handebol Masculino, a principal competição dos clubes de handebol da Europa desde 1956.
Integrou a seleção nacional que ganhou medalha de ouro nos Jogos Pan-Americanos de 2015 em Toronto.
Participou da seleção que disputou os Jogos Olímpicos de 2016 no Rio de Janeiro.

### Conquistas
2007-2012 - Esporte Clube Pinheiros
- Campeão paulista juvenil
- Tetracampeão paulista junior
- Bicampeão paulista adulto
- Campeão brasileiro juvenil
- Bicampeão brasileiro junior
- Tricampeão da liga nacional
- Campeão pan-americano de clubes
- 5º lugar no mundial de clubes

2007-2013 - Seleção Brasileira
- Vice-campeão pan-americano juvenil
- Vice-campeão pan-americano junior
- 2 vezes vice-campeão pan-americano adulto
- 9° lugar no mundial junior em 2009
- 21° lugar no Mundial da Suécia em 2011
- Medalha de ouro nos Jogos Sul-Americanos de 2010 em Medellín
- Medalha de prata nos Jogos Pan-Americanos de 2011 em Guadalajara
- 13º lugar no Mundial da Espanha em 2013
- Medalha de ouro nos Jogos Pan-Americanos de 2015 em Toronto

2012-2013 Naturhouse La Rioja
- 7º lugar na Liga Asobal 2011/2012
- 2º lugar Copa del Rey de Balonmano 2013
- 3º lugar na Liga Asobal 2012/2013